# Бартошиці (гміна)
Гміна Бартошице (пол. Gmina Bartoszyce) — сільська гміна у північній Польщі. Належить до Бартошицького повіту Вармінсько-Мазурського воєводства.
Станом на 31 грудня 2011 у гміні проживало 11116 осіб.

## Територія
Згідно з даними за 2007 рік площа гміни становила 427.82 км², у тому числі:
- орні землі: 71.00%
- ліси: 16.00%

Таким чином, площа гміни становить 32.69% площі повіту.

## Населення
Станом на 31 грудня 2011:
| Опис     | Загалом | Загалом | Чоловіки | Чоловіки | Жінки | Жінки |
| -------- | ------- | ------- | -------- | -------- | ----- | ----- |
| одиниця  | осіб    | %       | осіб     | %        | осіб  | %     |
| все      | 11116   | 100     | 5638     | 50.72    | 5478  | 49.28 |
| міське   | 0       | 100     | 0        |          | 0     |       |
| сільське | 11116   | 100     | 5638     | 50.72    | 5478  | 49.28 |

## Сусідні гміни
Гміна Бартошице межує з такими гмінами: Бартошице, Біштинек, Ґурово-Ілавецьке, Ківіти, Лідзбарк-Вармінський, Семпополь.